# Frank Arthur Nankivell
Frank Arthur Nankivell, né en avril 1869 et mort en 1959, est un artiste australien et dessinateur politique.

## Biographie
Fils de John et Annie Nankivell, Frank Arthur Nankivell est illustrateur de livres à New York dans les années 1910 et 1920 et ses caricatures sont notamment publiées dans Puck qui fut le premier magazine satirique américain à succès.
Nankivell étudie l'art au Wesley College (Victoria) (en) de Melbourne. Il voyage ensuite au Japon et gagne sa vie en tant que dessinateur à Tokyo où il fait la rencontre de Rakuten Kitazawa qui devient par la suite le père du manga moderne. Nankivell quitte le Japon en 1894 pour étudier l'art à San Francisco. Il déménage ensuite à New York en 1896 où il travaille sur des magazines en tant que dessinateur sur des sujets de société et politiques. Il reste dans cette ville jusqu'en 1913. Il devient membre du New York Circumnavigators Club qui était réservé à ceux qui avaient traversé le globe de manière longitudinale sur terre ou par la mer ; ce club avait également pour membres Ernest Hemingway et Harry Houdini.
Plusieurs de ses travaux sont à la Smithsonian Institution de Washington D.C.